# Каспійська флотилія Росії
Червонопрапорна Каспійська флотилія (рос. Краснознамённая Каспийская флотилия) — оперативне об'єднання Військово-морського флоту Росії на Каспійському морі.

## Історія
Завоювання Астраханського ханства і Ногайської орди відкрило для Росії вихід до Каспійського моря. Спроби подальшого просування на південь наразилися на опір Персії, що не бажала посилення Росії на північному Кавказі і в Закавказзі. 2010 року Каспійська флотилія увійшла до складу Південного військового округу Росії.
Для здійснення своїх амбітних планів Росії на Каспії була необхідна регулярна військова флотилія. Але селянське повстання, боротьба за владу в Росії після смерті царя Федора Олексійовича, Північна війна, війни з Туреччиною — все це відсунуло створення регулярної флотилії на Каспії на кілька десятиліть.
Флотилія була сформована в листопаді 1722 року в Астрахані російським царем Петром І для Перського походу 1722-23 років. Перший командувач Федір Апраксін.
Флотилія також брала участь при взятті Дербента й Баку під час Перського походу 1796 року й у Російсько-перській війні 1804—1813 років. За Гулистанською угодою 1813 року Каспійська флотилія залишається єдиною на Каспії. З 1867 року головною базою стало місто Баку.

## Структура
До Каспійської флотилії ВМФ Росії належать такі з'єднання і частини:

### Надводний флот
106-а бригада надводних кораблів (база — Махачкала)
- 250-й дивізіон надводних кораблів

До складу 250-го дивізіону надводних кораблів входять 2 ракетних кораблі, 4 ракетні катери і 2 базових тральщики:
| Тип                                      | Бортовий номер | Найменування                        | У складі флоту           | Стан    | Примітки                                   |
| Сторожові кораблі ближньої морської зони |                |                                     |                          |         |                                            |
| ---------------------------------------- | -------------- | ----------------------------------- | ------------------------ | ------- | ------------------------------------------ |
| сторожовий корабель проекту 11661К       | 691            | «Татарстан»                         | з 31 серпня 2003 року    | в строю | флагманський корабель Каспійської флотилії |
| сторожовий корабель проекту 11661К       | 693            | «Дагестан»                          | з 28 листопада 2012 року | в строю |                                            |
| Малі бойові кораблі                      |                |                                     |                          |         |                                            |
| малий ракетний корабель проекту 21631    | 021            | «Град Свияжск» «Град Свиязьк»       | з 27 липня 2014 року     | в строю |                                            |
| малий ракетний корабель проекту 21631    | 022            | «Углич»                             | з 27 липня 2014 року     | в строю |                                            |
| малий ракетний корабель проекту 21631    | 023            | «Великий Устюг»                     | з 19 грудня 2014 року    | в строю |                                            |
| Ракетні катери                           |                |                                     |                          |         |                                            |
| ракетний катер проекту 12411Т            | 705            | «Ступинец» «Ступінець»              | з 30 вересня 1985 року   | в строю |                                            |
| Тральщики                                |                |                                     |                          |         |                                            |
| базовий тральщик проекту 1265            | 564            | «Магомед Гаджиев» «Магомед Гаджієв» | з 16 жовтня 1997 року    | в строю |                                            |
| базовий тральщик проекту 1265            | 500            | «Герман Угрюмов»                    | з 25 жовтня 1988 року    | в строю |                                            |

- 242-й дивізіон десантних катерів

До складу 242-го дивізіону десантних катерів входить 6 десантних катерів:
| Тип                           | Бортовий номер | Найменування    | У складі флоту | Стан    | Примітки |
| Десантні катери               |                |                 |                |         |          |
| ----------------------------- | -------------- | --------------- | -------------- | ------- | -------- |
| десантний катер проекту 21820 | немає          | «Атаман Платов» | з 2010 року    | в строю |          |
| десантний катер проекту 1176  | 642            | «Д-185»         | з 2000 року    | в строю |          |
| десантний катер проекту 11770 | 630            | «Д-156»         | з 1999 року    | в строю |          |
| десантний катер проекту 11770 | 631            | «Д-131»         | з 2002 року    | в строю |          |
| десантний катер проекту 11770 | 645            | «Д-172»         | з 2006 року    | в строю |          |
| десантний катер проекту 11770 | немає          | «Д-56»          | з 2014 року    | в строю |          |

- 137-й окремий загін боротьби з підводними диверсійними силами та засобами (дислокація — Махачкала)

73-я гвардійська бригада кораблів охорони водного району (база — Астрахань)
- 327-й гвардійський Белградський дивізіон артилерійських кораблів

До складу 327-го гвардійського Белградського дивізіону артилерійських кораблів входять 4 малих артилерійських корабля і 5 артилерійських катерів:
| Тип                                         | Бортовий номер | Найменування              | У складі флоту           | Стан    | Примітки |
| Малі артилерійські кораблі                  |                |                           |                          |         |          |
| ------------------------------------------- | -------------- | ------------------------- | ------------------------ | ------- | -------- |
| малий артилерійський корабель проекту 21630 | 015            | «Махачкала»               | з 4 грудня 2012 року     | в строю |          |
| малий артилерійський корабель проекту 21630 | 014            | «Волґодонск» «Волгодонск» | з 20 грудня 2011 року    | в строю |          |
| малий артилерійський корабель проекту 21630 | 012            | «Астрахань»               | з 1 вересня 2006 року    | в строю |          |
| малий артилерійський корабель проекту 12411 | 054            | «МАК-160»                 | з 8 серпня 1988 року     | в строю |          |
| Артилерійські катери                        |                |                           |                          |         |          |
| артилерійський катер проекту 1400М          | 050            | «АКА-326»                 | з 1989 року              | в строю |          |
| артилерійський катер проекту 1204           | 044            | «АКА-209»                 | з 29 вересня 1972 року   | в строю |          |
| артилерійський катер проекту 1204           | 043            | «АКА-202»                 | з 30 червня 1972 року    | в строю |          |
| артилерійський катер проекту 1204           | 047            | «АКА-248»                 | з 30 листопада 1971 року | в строю |          |
| артилерійський катер проекту 1204           | 045            | «АКА-223»                 | з 22 червня 1969 року    | в строю |          |

- 198-й дивізіон мінно-тральних кораблів

До складу 198-го дивізіону мінно-тральних кораблів входять 5 рейдових тральщиків:
| Тип                             | Бортовий номер | Найменування | У складі флоту | Стан    | Примітки |
| Тральщики                       |                |              |                |         |          |
| ------------------------------- | -------------- | ------------ | -------------- | ------- | -------- |
| рейдовий тральщик проекту 10750 | 215            | «РТ-234»     | з 1996 року    | в строю |          |
| рейдовий тральщик проекту 10750 | 219            | «РТ-233»     | з 1994 року    | в строю |          |
| рейдовий тральщик проекту 1258  | 207            | «РТ-71»      | з 1981 року    | в строю |          |
| рейдовий тральщик проекту 697ТБ | 201            | «РТ-181»     | з 1980 року    | в строю |          |
| рейдовий тральщик проекту 697ТБ | 200            | «РТ-59»      | з 1976 року    | в строю |          |

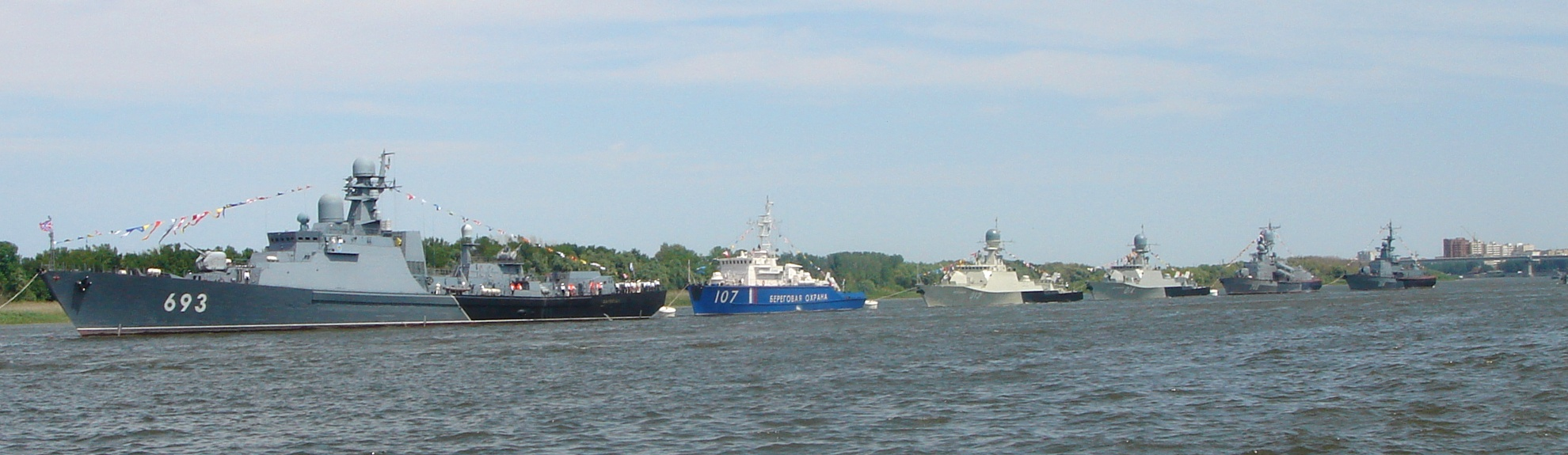
Кораблі Каспійської флотилії ВМФ Росії на параді в Астрахані, 2012 рік

### Берегові війська
Берегові війська Каспійської флотилії ВМФ Росії мають у своєму складі два окремих батальйони і один береговий ракетний дивізіон морської піхоти.
Морська піхота
- 177-й окремий полк морської піхоти [9]
  - 414-й окремий гвардійський батальйон морської піхоти (дислокація — республіка Дагестан, місто Каспійськ)

До складу 414-го окремого гвардійського батальйону морської піхоти входять десантно-штурмова рота, дві артилерійські батареї і розвідувальна рота. Батальйон має чисельність близько 600 чоловік.. Увійшов до складу 177-го ОПМП 
- - 727-й окремий гвардійський батальйон морської піхоти (дислокація — село Новолєсноє Астраханської області)

До складу 727-го окремого гвардійського батальйону морської піхоти входять десантно-штурмова рота, розвідувальна рота, рота охорони, рота матеріально-технічного забезпечення і рота зв'язку. Батальйон має чисельність близько 400 чоловік.. Увійшов до складу 177-го ОПМП 
- 46-й окремий береговий ракетний дивізіон морської піхоти (дислокація — республіка Дагестан, місто Каспійськ)

До складу 46-го окремого берегового ракетного дивізіону морської піхоти входять дві ракетні батареї берегового ракетного комплексу «Бал», загальною чисельністю 4 пускові установки, що мають 32 протикорабельні ракети в залпі.